# Lasco Lascondor
Die Lasco Lascondor war ein Verkehrsflugzeug des australischen Herstellers Larkin Aircraft Supply Company.

## Geschichte und Konstruktion
Die Lasco Lascondor wurde in den 1930er-Jahren als achtsitziges Verkehrs- und Postflugzeug von Larkin Aircraft Supply Company (Lasco) gebaut und war das erste in Australien entworfene mehrmotorige Flugzeug. Die Entwicklung des Lascondor begann im Juni 1928 gleichzeitig mit der Lascoter. Die beiden Flugzeuge hatten 90 % gleiche Bauteile. Der größte Unterschied zwischen den beiden Maschinen war, dass die Lascondor von drei Armstrong-Siddeley-Mongoose-Motoren und die Lascoter von einem Armstrong-Siddeley-Puma-Motor angetrieben wurde. Wie die Lascoter war die Lascondor ein abgestrebter Hochdecker mit stoffbespanntem Stahlrohrrumpf, einem nicht einziehbaren Spornradfahrwerk und einer vollständig geschlossenen Kabine für die Passagiere und den Piloten. Die Lascondor hatte auch größere Treibstofftanks und einen etwas längeren Rumpf mit einer neu gestalteten Kabine, um eine zusätzliche Sitzreihe unterbringen zu können.

## Technische Daten
| Kenngröße             | Daten                                                                          |
| --------------------- | ------------------------------------------------------------------------------ |
| Besatzung             | 1                                                                              |
| Passagiere            | 7                                                                              |
| Länge                 | 10,5 m                                                                         |
| Spannweite            | 15,24 m                                                                        |
| Höhe                  | 3,5 m                                                                          |
| Flügelfläche          | 33,6 m²                                                                        |
| Leermasse             | 1539 kg                                                                        |
| max. Startmasse       | 2653 kg                                                                        |
| Reisegeschwindigkeit  | 153 km/h                                                                       |
| Höchstgeschwindigkeit | 177 km/h                                                                       |
| Dienstgipfelhöhe      | 4267 m                                                                         |
| Reichweite            | 644 km                                                                         |
| Triebwerke            | 3 × 5-Zylinder-Sternmotoren Armstrong Siddeley Mongoose mit je 112 kW (152 PS) |